# Varanus reisingeri
Il varano arboricolo di Reisinger (Varanus reisingeri Eidenmüller e Wicker, 2005) è una specie della famiglia dei Varanidi endemica dell'isola indonesiana di Misool. Appartiene al sottogenere Euprepiosaurus ed è uno dei membri del gruppo prasinus.

## Descrizione
Molto simile al varano arboricolo smeraldino (V. prasinus), si distingue da questo per la colorazione nera del dorso con macchie gialle. Il ventre è giallo. Può raggiungere gli 80 cm di lunghezza.

## Distribuzione e habitat
V. reisingeri vive solamente nelle foreste tropicali dell'isola di Misool, al largo delle coste sud-occidentali della penisola di Vogelkop (Nuova Guinea).

## Biologia
È un ottimo arrampicatore e trascorre quasi tutto il tempo nella volta della foresta, scendendo al suolo solo molto di rado. La femmina depone fino a 4 uova per covata; queste si schiudono dopo circa 175 giorni di incubazione. Alla nascita i piccoli sono lunghi 22-24,5 cm e pesano 10-12,5 g.